# Třída Impavido
Třída Impavido byla třída raketových torpédoborců italského námořnictva. Skládala se z jednotek Impavido (D 570) a Intrepido (D 571). Obě lodi byly v letech 1991–1992 vyřazeny z aktivní služby.

## Stavba
Torpédoborec Impavido postavila italská loděnice Cantieri del Tirreno  Riva Trigoso u Janova. Kýl plavidla byl založen 10. června 1956, trup byl spuštěn na vodu 25. května 1962 a hotové plavidlo bylo přijato do služby 16. listopadu 1963. Druhou jednotku Intrepido postavila loděnice Ansaldo v Leghornu. Kýl byl založen 16. května 1956, trup byl spuštěn na vodu 21. října 1962 a dne 28. července 1964 torpédoborec vstoupil do služby.
Jednotky třídy Impavido:
| Jméno             | Spuštěna na vodu | Vstup do služby    | Status  |
| ----------------- | ---------------- | ------------------ | ------- |
| Impavido (D 570)  | 25. května 1962  | 16. listopadu 1963 | vyřazen |
| Intrepido (D 571) | 21. října 1962   | 28. července 1964  | vyřazen |

## Konstrukce

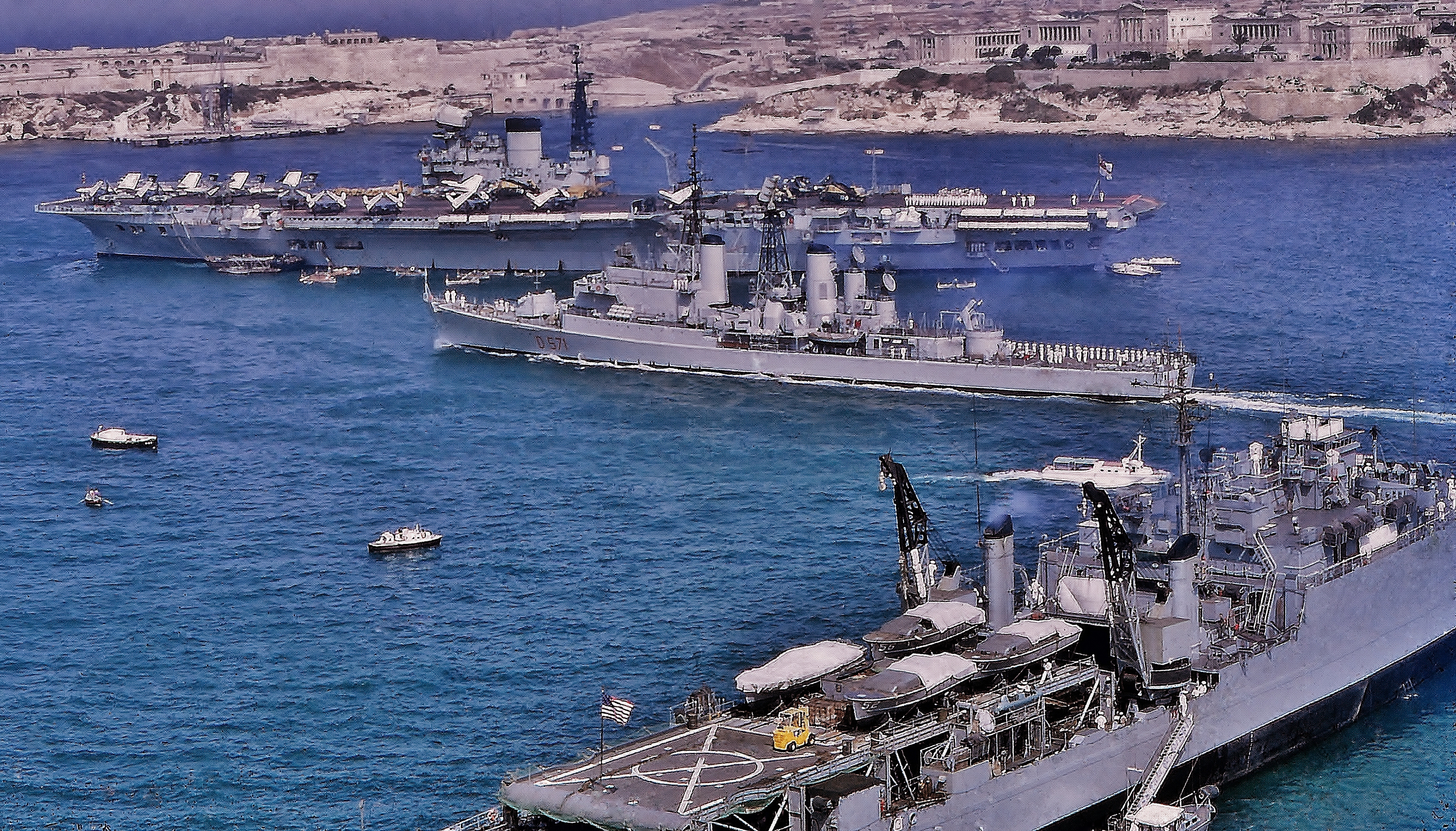
Intrepido na Maltě v roce 1967. V pozadí britská letadlová loď Victorious.

Torpédoborce konstrukčně navazovaly na třídu Impetuoso, měly však větší rozměry, výtlak a novou výzbroj. Na přídi stála jedna dělová věž se dvěma 127mm kanóny, které doplňovaly další čtyři 76,2mm kanóny, umístěné ve čtyřech věžích ve středu trupu. Na zádi se nacházelo jednoduché odpalovací zařízení protiletadlových řízených střel RIM-24 Tartar se zásobou 40 střel (později je nahradil systém Standard SM-1 ER). Protiponorkovou výzbroj tvořily dva trojité 324mm torpédomety. Trupový sonar byl typu SQS-39. Na zádi byla přistávací plošina pro jeden vrtulník, lodě však nenesly hangár.
Pohonný systém tvořily čtyři kotle a dvě převodové turbíny. Nejvyšší rychlost byla 33,5 uzlu. Dosah byl 3300 námořních mil při rychlosti 20 uzlů.